# Déu de la mort
El déu (o deessa) de la mort és una divinitat que personifica la mort a diverses cultures. Sovint forma parella amb una divinitat major, creadora del món.

## Llista dels déus de la mort
- Mitologies africanes: Abassi, Ala, Azrail, Chuku.
- Mitologia asteca: Mictlantecuhtli.[1]
- Mitologia babilònica: Ereshkigal,[2] Ixtar,[3] Nergal[4]
- Mitologia budista: Yama
- Mitologia cananea: Mot
- Mitologia celta: Morrigan
- Mitologia egípcia: Anubis,[5] Osiris[6]
- Mitologia finesa: Tuoni[7]
- Mitologia grega: Thanatos,[8] Hades.[9]
- Mitologia guanche: Guayota
- Mitologia igbo: Ogbunabali
- Mitologia japonesa: Enma (probablement una transliteració de Yama)
- Mitologia maia: Ah Puch
- Mitologia maori: Hine-nui-te-pō.
- Mitologia nòrdica: Freya, Odín[10]
- Mitologia romana: Plutó